# Inquisition in Córdoba 1499 – 1506
Das Vorgehen des Inquisitionstribunals von  Córdoba in den Jahren 1499 bis 1506, das zu einer ernsten Krise der Spanischen Inquisition führte, war im Jahr 1508 Gegenstand einer Untersuchung durch die „Católica y Venerable Congregación“, ein nur für diese Aufgabe zusammengestelltes Gremium. Das Verhalten des Inquisitionstribunals von Córdoba wurde missbilligt und die Maßnahmen, soweit möglich, rückgängig gemacht.

## Ablauf der Ereignisse
Am 7. September 1499 wurde Diego Rodríguez Lucero durch den Generalinquisitor Diego de Deza das Amt eines der drei Inquisitoren des Inquisitionstribunals in Córdoba verliehen. Am 13. Februar 1501 hielt er sein erstes öffentliches Autodafé in Córdoba ab, bei dem die Verurteilung von 80 Personen zum Tod auf dem Scheiterhaufen bekanntgegeben wurde. Wenige Tage später ordnete er die Verbrennung von weiteren 50 Personen an. Viele der angeklagten Personen waren Teil der kirchlichen und städtischen Oligarchie Córdobas und des Adels. Beschwerden gegen die Urteile wurden von dem Generalinquisitor Diego de Deza als unbegründet zurückgewiesen. Er war von Papst Alexander VI. im Jahr 1500 als einziger Berufungsrichter in Glaubenssachen in den Reichen der Krone von Kastilien und der Krone von Aragonien eingesetzt worden.
Im Verlauf des Jahres 1503 ließen die beiden Inquisitoren Lucero und Bravo in Córdoba mehr als 400 Personen festnehmen, während der dritte Inquisitor des Tribunals, Hernando Niño, an Königin Isabella schrieb, um sich über das Vorgehen seiner Kollegen zu beschweren. Sie schickte einen ihrer Ratgeber nach Córdoba, der ihr Nachteiliges über die dortige Inquisition berichtete. Es ist nicht bekannt, dass die Königin irgendwelche Maßnahmen ergriff.
Nach dem Tod Königin Isabellas im November 1504 nahmen die Verfolgungen für die Bevölkerung bedrohlich erscheinende Ausmaße an. Das Autodafé vom 22. Dezember 1504 gilt als das grausamste, das die Inquisition von Córdoba veranstaltete. Es wurden die Urteile über 267 Angeklagte verlesen, von denen 107 zum Tod auf dem Scheiterhaufen verurteilt wurden. Dabei ist zu berücksichtigen, dass sich alle neuen Verfahren gegen Mitglieder derselben Personengruppe richteten, aus der bereits die Verturteilten der vorhergehenden Verfahren stammten. Da die Beschwerden der Einwohner Córdobas im Bezug auf das überzogene Vorgehen des Inquisitors Diego Rodríguez Lucero weder bei dem Generalinquisitor noch bei König Ferdinand, der damals Regent in Kastilien war, Gehör fanden, wandten sie sich im Herbst 1505 mit Bittgesuchen direkt an Papst Julius II. Am 17. November 1505 bat König Ferdinand den Papst in einem Brief, diese Ersuchen zurückzuweisen, die eine Bestrafung großer Verbrechen und Straftaten verhindern sollten. In einem Brief, den Ferdinand am 22. April 1506 an den Vertreter der Spanischen Inquisition in Rom, Juan de Loaysa, schrieb, befahl er das Möglichste zu tun, damit der Papst die Aufrufe gegen Deza zurückwies, weil die Inquisition notwendiger sei denn je. Papst Julius II. schien zu der Zeit nicht bereit zu sein sich der einen oder der anderen Seite zuzuwenden. Er wollte offenbar abwarten, bis sich die politische Situation in Kastilien geklärt habe.
Nachdem das neue kastilische Königspaar Johanna und Philipp Ende April 1506 in Kastilien eingetroffen war, übernahm Philipp dort die Regierung, die König Ferdinand seit dem Tod Königin Isabellas als Regent geführt hatte. Philipp plante Deza zu entlassen. Der frühzeitige Tod des Königs im September 1506 verhinderte das. König Philipp verfügte, dass bis auf Weiteres die gesamte Tätigkeit der Spanischen Inquisition einzustellen sei. An diese Anordnung hielten sich die Vertreter der Spanischen Inquisition nicht. Im Juni 1506 wurden in Córdoba weitere 160 Personen verbrannt. Am 9. November 1506 kam es in Córdoba zu einem bewaffneten Aufstand unter der Führung des Marques de Priego, Pedro Fernández de Córdoba, gegen die Inquisitionsbehörde. Das Inquisitionsgefängnis wurde gestürmt und vierhundert Gefangene befreit. Der Inquisitor Diego Rodríguez Lucero sah sich gezwungen, durch einen Hinterausgang des Alcázar zu flüchten.

## Durchführung der Prozesse
Als die Prozesse des Tribunals von Córdoba der Jahre 1499 bis 1506 im Jahr 1508 überprüft wurden, ergab sich ein einheitliches Muster.
Vorgehensweise
In den Anfangsjahren von 1480 bis 1530 richtete sich die Tätigkeit der Spanischen Inquisition in erster Linie gegen falsche Conversos, d. h. Personen, die zwar getauft waren, aber den jüdischen Glauben im Geheimen praktizierten. Wenn es in den Inquisitionsprozessen Hinweise dafür gab, dass die Angeklagten Judaisierer (Kryptojuden) waren, war es üblich verschiedene Arten der Folter anzuwenden, um eindeutige Geständnisse zu erhalten. Eine päpstliche Bulle und andere Dokumente belegen, dass die von den Inquisitoren in Córdoba in den Jahren 1499 bis 1506 angewendeten Methoden von übermäßiger Grausamkeit und die Folterungen unmenschlich waren. Eine Methode des Inquisitionstribunals von Córdoba, um Geständnisse zu erzielen, die in sich schlüssig waren und mit dem übereinstimmten, was von der Inquisition als Praktizierung des jüdischen Glaubens gewertet wurde, bestand darin, Zeugen und Angeklagte vor ihren Aussagen von Kennern der Riten der jüdischen Religion unterrichten zu lassen. Auf diese Art erlangte das Inquisitionstribunal von Córdoba Geständnisse, die allen Anforderungen für die Verhängung der Todesstrafe genügten.
Anklagepunkte
Die Taten, die das Tribunal den Angeklagten vorwarf, wurden ihnen ebenso wenig mitgeteilt wie die Namen der Zeugen. Die einzelnen Vorwürfe wurden 1508 bei der Überprüfung der Prozesse auch auf ihre Wahrscheinlichkeit überprüft.
- Ein wichtiger Vorwurf war der, dass sie Prophezeiungen verbreitet hätten über die bevorstehende Ankunft des Elija, der die Juden von den Christen befreien würde.[13] Dazu habe man Prediger ausgebildet, die in alle Teile Kastiliens geschickt werden sollten, um diese jüdische Irrlehre zu verkünden.
- Anderen Angeklagten wurde vorgeworfen, dass sie sich in Klöstern, Räumen des Domkapitels und Häusern der Adeligen getroffen hätten und dort an jüdischen Gottesdiensten teilgenommen oder diese in ihrem Haus abgehalten hätten.
- Allgemein übliche Vorwürfe in den Inquisitionsprozessen waren, dass christliche Bilder, Kruzifixe und Hostien vorsätzlich entweiht worden seien.
- Einige Personen wurden angeklagt, weil sie Geister beschworen hätten.
- Ein weiterer Anklagepunkt, der auch in die Zuständigkeit der Inquisitionstribunale fiel, war die Planung das kastilische Königspaar Isabella und Ferdinand zu vergiften.[14]

Angeklagte
Viele der Personen, die auf Anordnung des Inquisitors Diego Rodríguez Lucero verfolgt wurden, gehörten zur Elite Córdobas. Sie waren Mitglieder des Domkapitels, des Stadtrates/der Stadtverwaltung oder des Adels. Zu einem großen Teil waren sie Gegner König Ferdinands. Bis zu einem bestimmten Punkt war das, was in Córdoba geschah Teil der politischen Auseinandersetzungen der Zeit. Die Sache des Glaubens diente als Vorwand, um gewalttätig Rechnungen zu begleichen. Das Vorgehen Luceros gegen diese Personengruppe wurde von dem Generalinquisitor Diego de Deza und von König Ferdinand unterstützt.
Urteile
Im Verhältnis zu anderen Inquisitionstribunalen war die Zahl der Todesurteile in Córdoba sehr hoch gegenüber der Anzahl der Verurteilung zu anderen Strafen: Abschwören, Geldstrafe, Freiheitsentziehung, Galeerenstrafe. Der Anteil der Urteile gegen Abwesende war dagegen gering.

## Rücktritt Dezas und Berufung Cisneros
Der Aufstand in Córdoba und die Einstellung der Ermittlungen gegen Hernando de Talavera durch Papst Julius II. führten dazu, dass der Generalinquisitor Diego de Deza einen großen Teil seiner Autorität verlor. Es ist sehr wahrscheinlich, dass Francisco Jiménez de Cisneros, der zu der Zeit vorübergehend Regent von Kastilien war, König Ferdinand, der sich in Neapel anschickte nach Kastilien zurückzukehren, über die Ereignisse informierte. König Ferdinand, der sein ganzes Vertrauen auf Deza gesetzt hatte, musste drastische Maßnahmen ergreifen, um die Ruhe im Land wiederherzustellen. Er bat Francisco Jiménez de Cisneros den Konflikt zu lösen, ohne die Autorität Diego de Dezas als Erzbischof von Sevilla zu beschädigen. König Ferdinand schlug dem Papst vor, das Amt des Generalinquisitors zu teilen und Juan Enguera, den Bischof von Vich, zum Generalinquisitor in den Reichen der Krone von Aragonien und Francisco Jiménez de Cisneros, den Erzbischof von Toledo, zum Generalinquisitor in den Reichen der Krone von Kastilien zu ernennen. Im März 1507 verzichtete Diego de Deza auf das Amt des Generalinquisitors. Am 19. April 1507 enthob Julius II. ihn des Amtes. und ernannte am 4. Juni 1507 Juan Enguera und am 5. Juni 1507 Kardinal Francisco Jiménez de Cisneros zu Generalinquisitoren.

## Congregación católica
Die Aufarbeitung der Inquisitionsprozesse in Córdoba in der Zeit von 1500 bis 1506 war für das Ansehen der Spanischen Inquisition in der Öffentlichkeit von großer Bedeutung. Der Generalinquisitor Kardinal Francisco Jiménez de Cisneros ordnete die Festnahme des Inquisitors Diego Rodríguez Lucero und aller verdächtigen Zeugen an. Um Störungen zu vermeiden, befahl er die Festgenommenen nach Burgos zu bringen. Dann berief er, mit der Zustimmung König Ferdinands, eine Versammlung nach Burgos ein, die den Namen „Católica y Venerable Congregación“ („Congregación católica“) erhielt. Die Ämter der zweiundzwanzig Mitglieder, die aus dem Herrschaftsbereichen der Krone von Kastilien und aus dem Herrschaftsbereich der Krone von Aragonien kamen, zeigen, welche Bedeutung der Angelegenheit beigemessen wurde: Kardinal Francisco Jiménez de Cisneros, Erzbischof von Toledo und Generalinquisitor in den Reichen der Krone von Kastilien, Juan Enguera, Bischof von Vich und Generalinquisitor in den Reichen der Krone von Aragonien, Valeriano Ordóñez Villaquirán, Bischof von Ciudad Rodrigo, Fadrique de Portugal Noreña, Bischof von Calahorra, Enrique de Cardona y Enríquez, Bischof von Barcelona, der Abt des Klosters San Benito in Valladolid, der Vorsitzende und acht  Mitglieder des Consejo de Castilla, der Vizekanzler und Vorsitzende der Chancillería der Krone von Aragonien, zwei Mitglieder des Consejo de la Suprema y General Inquisición von Kastilien, zwei Provinzinquisitoren, und ein Richter der Chancillería von Valladolid.
Am 1. Juni 1508 versammelte sich die Congregación católica in Burgos zum ersten Mal. Die Sitzungen fanden täglich im Verlauf der nächsten vierzig Tage statt. Die Dauer der Untersuchung deutet auf eine intensive Aufarbeitung der Vorgänge hin. Lucero und eine Reihe von Personen unterschiedlicher Herkunft wurden als Zeugen vernommen. Ihre Aussagen, in denen die Vorkommnisse in Córdoba und der Ablauf der Inquisitionsprozesse aus verschiedenen Sichtweisen dargestellt wurden, gaben der Congregación Católica die Möglichkeit die Glaubwürdigkeit der Vorwürfe, die gegen die Angeklagten in diesen Prozessen vorgebracht worden waren, zu beurteilen.
Ergebnis
Die in Burgos versammelte Congregación Católica stellte u. a. fest:
- Einige der vermuteten Versammlungen zur Vorbereitung der Ankunft des Elija haben stattgefunden. Die Schuldigen in diesen Fällen seien zu recht bestraft worden.
- Im Bezug auf die Predigten wurde vermutet, dass die Bezeugungen nicht zutreffend waren und ebenso wenig glaubwürdig, dass es Gruppen von Predigern gab.
- Bezüglich der Versammlungen in Klöstern, Räumen des Domkapitels und Häusern der Adeligen waren diese Aussagen falsch, deswegen wurde angeordnet, dass in den Büchern und Registern der Inquisition alle vermuteten Verwicklungen entfernt werden, damit die Schande verschwindet.[24]

Am 1. August 1508 wurde in Anwesenheit König Ferdinands das Ergebnis der Untersuchung der Católica y Venerable Congregación verkündet, mit einem Gepränge, wie man es von großen Autodafés gewohnt war. Im Bezug auf den Hauptverantwortlichen, Diego Rodríguez Lucero, fand sich kein ausreichender Grund ihn zu verurteilen. Er wurde aus dem Amt entfernt und ihm wurde untersagt jemals wieder an einem Inquisitionsverfahren teilzunehmen. Er wurde freigelassen und konnte sich auf seine Stelle als Mitglied des Domkapitels in Sevilla, wo Diego de Deza weiterhin Erzbischof war, zurückziehen.